# Bernard Vercruyce
Bernard Vercruyce est un peintre français né en 1949 à Reims, Marne.

## Biographie
Peintre autodidacte, il est découvert par Anatole Jakovsky, le critique d'art spécialisé dans l'art naïf. Après différents métiers - coiffeur, moniteur d'auto école, brocanteur et marchand forain - cette dernière profession lui permettant d'avoir davantage de temps, il se met à peindre de façon régulière depuis 1971. Sa première exposition en 1973 a lieu avec son ami le sculpteur naïf Robert Noël au Centre Culturel de Cergy Pontoise.
Depuis, il est présent dans de nombreux musées en France et à l'étranger. Dans le milieu des années 1980 il se met à peindre surtout des chats devenant ainsi un artiste animalier.
En 1994 il est nommé Académicien du Chat par l’Accademia dei gatti magici de Rome pour l’ensemble de son œuvre. En 2000 le Musée d’Orléans lui consacre une rétrospective de son œuvre. En 2005 c'est le musée international d'art naïf Anatole Jakovsky de Nice qui consacre une rétrospective à son œuvre gravé.
Il préside le groupe Les naifs au Salon Comparaisons, à Paris, regroupant des artistes de la mouvance de l'art naïf.

## Expositions
- Daniel Gallais, Dan Jacobson, Bernard Vercruyce, manoir de Maffliers, avril-mai 2018.